# Alfred Hitchcock Presents

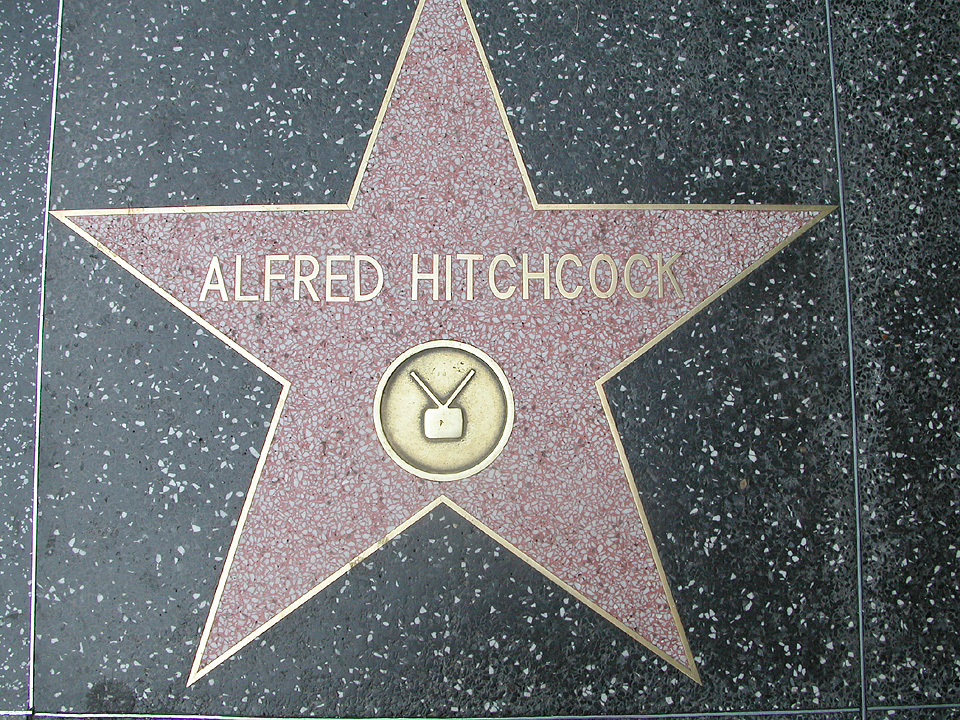
Calçada de Alfred Hitchcock em Hollywood.

Alfred Hitchcock Apresenta (em inglês:  Alfred Hitchcock Presents)  é uma série de televisão americana antológica apresentada e produzida pelo cineasta britânico Alfred Hitchcock.

## Sinopse
Alfred Hitchcock, conhecido como o mestre do suspense, já dirigia filmes há mais de 30 anos quando teve a ideia de uma série de tv mostrando factos criminais.  
Muitos atores notáveis apareceram na série: Robert Redford, Sir Cedric Hardwicke, Robert Newton, Steve McQueen, Bruce Dern, Walter Matthau, Laurence Harvey, Claude Rains, Dennis Morgan, Joseph Cotten, Vera Miles, Tom Ewell, Peter Lorre, Dean Stockwell, entre outros.
Terror, suspense e crime são três dos ingredientes que compõem esta excelente série de ficção que marcou a televisão americana entre 1955 e 1962.

## Transmissão em Televisão

### Estados Unidos
A série foi exibida originalmente nos Estados Unidos, em horário semanal nos canais CBS e NBC à noite entre 1955 e 1962. Em 1985, a série foi remasterizada em cores e exibida nas mesmas emissoras.

### Brasil
A série foi exibida na Rede Tupi nos anos 70. Posteriormente, foi exibida no Sistema Brasileiro de Televisão (SBT).

### Portugal
A série foi exibida na RTP2 nos anos 80, primeiro inserida no Cineclube e depois como programa autónomo, na RTP1 e na TVI, nos anos 90. Porém, apesar do atraso na estreia da série em Portugal, já tinham sido exibidos filmes nos cinemas de Portugal da realização de Alfred Hitchcock. A nova série de 1985 foi exibida na RTP e na TVI nos anos 90, sob o título Hitchcock Apresenta.
A série foi reposta na RTP Memória entre 2016 e 2017. Em 2018, foi exibido durante a madrugada.

## Curiosidades
- Alfred Hitchcock começou a fazer a série exatamente no ano em que se tornou cidadão norte-americano, uma vez que nasceu no Reino Unido e que tinha-se mudado para lá nos anos 30.
- A série de animação dos Looney Tunes (Merrie Melodies) tem uma curta-metragem, baseada na série, "The Last Hungry Cat" com Frajola e Piu-Piu, onde Alfred Hitchcock é uma sombra em forma de urso.
- A revista Time elegeu Alfred Hitchcock Presents como um dos cem melhores programas televisivos de todos os tempos.[10]
- Entre 1963 e 1965 Alfred Hitchcock fez uma nova série de mistérios e suspense chamada The Alfred Hitchcock Hour, onde o tempo de duração dos episódios foi aumentado para cerca de 50 minutos.
- A série só estreou em Portugal após a morte de Alfred Hitchcock.
- Em 1985, a série teve direito a um remake em cores.